# Sons of Sounds
Sons of Sounds sind eine deutsche Progressive-Rock-Band.

## Geschichte
Sons of Sounds wurde 2006 von den drei Brüdern Roman Beselt (Bass, Gesang), Wayne Beselt (Gitarre, Gesang) und Hubert Beselt (Schlagzeug) gegründet. Ihren ersten öffentlichen Auftritt hatte die Band im April 2007. Das Debütalbum, Brutality of Life, erschien 2008 bei dem Label Fastball Music.
In den ersten Jahren ihres Bestehens gingen die Sons of Sounds als Sieger mehrerer Bandwettbewerbe hervor, darunter dem Offerta Music Award, dem New Bands Festival und dem Ettlinger Bandcontest. In den folgenden Jahren traten sie auf den Festivals Rock of Ages, Bang Your Head, Knock Out, Das Fest und Z7 auf. Insgesamt spielten sie mehr als 350 Konzerte in Deutschland, Italien, der Schweiz und den USA.
Im Jahr 2011 veröffentlichte die Band ihr Studioalbum S.O.S. Im Frühjahr 2016 erschien das Album In the Circle of the Universe. Im selben Jahr berichtete die Landesschau über die Band. 2017 folgte das Album Into the Sun. Im Februar 2020 veröffentlichten Sons of Sounds das Album Soundsphaera, auf dem im Lied Kriegerherz zum ersten Mal auf Deutsch gesungen wird. Im selben Monat waren sie beim regionalen Karlsruher Radiosender Die neue Welle in der Sendung von Martin Wacker zu Gast.
Im Jahr 2021 trat Marc Maurer der Band als Bassist bei, was dem bisherigen Bassisten und Leadsänger Roman Beselt die Freiheit gab, seine Bühnenshow ausdrucksstärker zu gestalten. Im November 2021 erschien das sechste Album Soundphonia beim Verlag El Puerto Records und Vertrieb Soulfood. Es war noch in der ursprünglichen Bandbesetzung im Januar desselben Jahres eingespielt worden.

## Diskografie
Alben
- 2008: Brutality of Life (Fastball Music)
- 2011: S.O.S. (7Hard)
- 2016: In the Circle of the Universe (Fastball Music)
- 2017: Into the Sun (Eucalypdisc Records)
- 2020: Soundsphaera (El Puerto Records)
- 2021: Soundphonia (El Puerto Records / Soulfood)